# ノーリツ
株式会社ノーリツ（英: NORITZ CORPORATION）は、兵庫県神戸市中央区に本社を置き、給湯機器、温水暖房機器、厨房機器を中心とする住宅設備機器の製造販売を行うメーカーである。給湯器の国内シェア第2位。東証プライム上場企業。キャッチフレーズは「新しい幸せを、わかすこと。」。

## 概要
創業者・太田敏郎が、海軍兵学校時代の厳しい訓練後の入浴で心を癒した経験から「お風呂は人を幸せにする」という理念を掲げ、日本のお風呂文化を広めると共に人々の生活水準の向上を目指し創業。
現在に至るまでその志は受け継がれ、現在はグループのミッションに「新しい幸せを、わかすこと。」を掲げている。

## 沿革
- 1951年3月10日[1] - 兵庫県神戸市にて太田敏郎が「能率風呂工業株式会社」として設立。
  - 「さめないタイル風呂浴槽・能率風呂」を発売。1960年代に入るとガス風呂釜の開発に着手し、日本の家庭用浴槽のトップメーカーの地位を固める。
- 1968年 - 社名を株式会社ノーリツに変更[5]。
- 1969年 - 流し台ガス給湯器「GQF-12」を発売[5]。
- 1970年 - 日本の浴槽メーカーとして初めての浴室から直接点火・消火ができる「マジコン」を開発[5][6]。
- 1977年 - 室内からリモコンで操作できるガス瞬間貯湯式給湯器「ユービック」を発売[5]。
- 1979年 - マジコンを発展させて瞬間湯沸器と風呂釜を一体化させた「ユラージ」を発売[5]。
- 1984年 - 現在のCIを導入。これを機に英語表記をNORITSUからNORITZに変更する。大阪証券取引所2部上場、翌年に東京証券取引所2部上場。
- 1987年 - 東京証券取引所、大阪証券取引所各1部指定替え。
- 1989年 - システムキッチン分野に本格進出。
- 1995年1月17日 - 阪神・淡路大震災により当時本社があった明海ビルが倒壊。現本社がある栄光ビルに移転。
- 2000年 - 自社が製造・販売した気泡噴射式浴槽（ジェットバス）で死亡事故が発生[7][8][9][10]。
- 2007年 - ガスファンヒーターの生産販売を2008年に開始すると発表。2008年初頭に5億円を投じ明石工場に新ラインを新設し8月から生産を開始する。年間25万台を見込む。
- 2008年 - ガスファンヒーターの生産発売を開始。便器事業から撤退（ハートレアの発売を終了）。
- 2009年 - 環境省の「エコファースト制度」に認定される。
- 2017年8月10日 - 明石工場で行っているガスファンヒーターの生産を、2018年3月を目途にダイニチ工業に全面的に委託すると発表[11]。
- 2019年 - 住宅システム（システムバス、システムキッチン、洗面化粧台）事業からの撤退を発表[12][13][14]。
- 2020年 - 住宅システム事業を永大産業へ譲渡[15][16][17]。

## 歴代社長
|    | 氏名       | 在任期間                | 出身校               |
| -- | ---------- | ----------------------- | -------------------- |
| 1  | 太田治作   | 1951年03月 - 1954年08月 | -                    |
| 2  | 太田敏郎   | 1954年08月 - 1962年12月 | 海軍兵学校           |
| 3  |            | 1962年12月 - 1968年11月 |                      |
| 4  |            | 1968年11月 - 1980年08月 |                      |
| 5  | 太田敏郎   | 1980年08月 - 1995年01月 | 海軍兵学校           |
| 6  | 松本良太   | 1995年01月 - 1999年01月 | 富山大学経済学部     |
| 7  | 竹下克彦   | 1999年01月 - 2004年07月 | 大阪府立大学工学部   |
| 8  | 神崎茂治   | 2004年07月 - 2009年09月 | 中央大学法学部       |
| 9  | 國井総一郎 | 2009年09月 - 2020年10月 | 姫路工業大学工学部   |
| 10 | 腹巻知     | 2020年10月 -            | 東京理科大学理工学部 |

## 主な事業拠点
| 拠点         | 所在地             |
| ------------ | ------------------ |
| 本社         | 兵庫県神戸市中央区 |
| 明石本社工場 | 兵庫県明石市       |
| 明石工場     | 兵庫県明石市       |
| 土山工場     | 兵庫県加古郡稲美町 |
| つくば工場   | 茨城県土浦市       |

## 主な商品
- ソーラーパネル(発電、給湯)
- 給湯器
  - 風呂釜(ガス、石油)
  - ガス給湯器
  - 石油給湯器
  - エコジョーズ
  - エコフィール
  - エコウィル
- TES機器
  - 給湯暖房機(ガス、石油)
  - 暖房専用熱源機(ガス、石油)
  - 浴室暖房乾燥機
  - 温水式床暖房
  - 温水ルームヒーター
- 浴槽
  - アクリード
  - アクリードS
- 液晶防水テレビ
- 軟水器

### 過去
- 便器（温水洗浄便座）
  - ハートレア
- システムキッチン[12][13][14][15][16][17]
  - エスタジオ・ビレイ
  - ベステ
- システムバスルーム[12][13][14][15][16][17]
  - グラシオ
  - ユパティオ リズ
  - クレッセ
  - クレッセJX
- 洗面化粧台[12][13][14][15][16][17]
  - ソフィニア
  - キューボ
  - シャンピーヌS

## グループ会社

### 国内グループ会社
- 大成工業株式会社 - 温水機器などの部品類の製造（熱交換器周辺部品）
- 信和工業株式会社 - 温水機器などの部品類の製造（流体制御機器）
- 株式会社ハーマン - 温水機器・厨房機器の製造・販売
- 株式会社アールビー - 温水機器・住設システム機器の製造
- 株式会社多田スミス - 厨房機器部品類の製造
- 株式会社エスコアハーツ - サポート業務・温水機器リサイクルなどの資源再生（特例子会社）
  - 株式会社リハーツ - 温水機器リサイクル事業
  - 株式会社すまいるハーツ - サポート業務・グループ内CMS・温水機器リサイクルなどの資源再生（就労継続支援A型事務所）
- ノーリツリビングクリエイト[24]株式会社 - 温水機器などの販売・施工
- 株式会社エヌ・エス・シー - 住宅設備機器のアフターサービス・保守管理

### 海外グループ会社

#### 持株会社
- NORITZ USA Corporation
- Sakura （Cayman） Co.,Ltd
- Sakura China Holdings （Hong Kong） Company Limited
- NORITZ AUSTRALIA PTY LTD

#### 製造・販売
- A CORPORATION - 北米での温水機器の販売
- PB Heat, LLC - 温水機器の製造・販売
- PARTS TO YOUR DOOR,LLC	 - 温水機器などの販
- Facilities Resource Group LLC - 温水機器などの販売・施工
- 能率（中国）投資有限公司 - 中国の生産会社の統括管理および温水機器の販売
- 能率（上海）住宅設備有限公司 - 温水機器の製造
- 能率香港有限公司 - 香港などでの温水機器の販売
- 能率電子科技（香港）有限公司 - 温水機器などの部品類の調達・販売
- 東莞大新能率電子有限公司 - 温水機器などの部品類の製造
- 櫻花衛厨（中国）股份有限公司[25] - 温水機器・厨房機器などの製造・販売
- 佛山市櫻順衛厨用品有限公司 - 温水機器・厨房機器などの製造・販売
- Dux Manufacturing Limited - 温水機器の製造・販売
- Kangaroo International Joint Venture Company - 持分法適用会社

#### その他
- Warapave Pty Ltd - 不動産管理

## ノーリツ製給湯器の音声

### メロディ
テオドール・エステンのピアノ曲『人形の夢と目覚め』の第2部「人形の夢」のメロディを流して湯はりの完了を知らせる機能を搭載した給湯器リモコンを1997年以降発売し、2016年末までの累計売上台数は1300万台超となる。「聞き飽きないよう、流行りすたりのないクラシック音楽に絞り、お客さまにこれからおふろに入る高揚感と幸福感を感じて欲しいという思いを込めた」という。2021年3月29日に商標登録されている。

### 音声案内
以前は女性アナウンスのみであったが、最近では特注で男声アナウンスにすることも可能となっている。　
女声アナウンスは青木遥、男声アナウンスは田中誠人が担当している。

## OEM供給
ガス給湯器や灯油ボイラー（石油給湯器）などの機器は業務提携しているTOTOに関してはアフターケアーを含め全面的に移譲したが日立ハウステック（現・ハウステック）に関しては給湯器並びにガラストップビルトインコンロの供給のみとなった。
グループ企業のハーマンなどにもOEM供給を行っているが、逆にハーマンからガスコンロをOEM供給されている。
ナスラックにシステムバスルームをOEM供給している。しかし、システムバスを含む住宅システム事業からの撤退により、同社へのシステムバスルーム製品OEM供給は終了した。
東芝燃料電池システムに家庭用燃料電池エネファームをOEM供給している。

## スポーツ活動
- 女子陸上競技部（中距離走・長距離走・マラソン）の実業団チームがある。

### 現・指導者
- 里内正幸（2019年より監督就任。元スズキ浜松ACコーチ）

### 現・所属選手
- 小﨑まり（大阪短大卒、世界陸上エドモントン・ヘルシンキ・大阪各大会代表）
- 堀江美里（武庫川女子大卒、2017年世界陸上マラソン代表、2016年ゴールドコーストマラソン優勝、2016年、2017年大阪国際女子マラソン2位）
- 中野円花（大阪薫英女学院卒、2018年東京マラソン7位、2019年世界陸上ドーハ女子マラソン日本代表）
- 新立啓乃（須磨学園卒、2018年かすみがうらマラソン優勝）
- 津崎紀久代（名城大卒、2017年リガマラソン2位）
- 川上さくら（諫早高卒）
- 津野優（光が丘女子高卒）
- 大蔵玲乃（益田清風高等学校卒）

### 元・指導者
- 上岡忠明（元監督。のちアチーブRC（谷川真理プロデュースランニングクラブin神戸）会長・コーチ）
- 森岡芳彦（2009年2月16日より監督就任。元日本生命-サミー-セガサミー女子陸上部監督）

### 元・所属選手
- 上岡正枝（実父は元ノーリツ女子陸上部監督の上岡忠明。現・東洋大学陸上競技部女子長距離部門コーチ。）
- 鈴木真紀（元800m中学・高校記録保持者）
- 岡本治子（世界陸上エドモントン大会代表。現アミノバイタルAC所属）
- 岩出玲亜（豊川高卒、2014年横浜国際女子マラソン3位、2016年名古屋ウィメンズマラソン8位、2018年さいたま国際マラソン5位）
- 石本里緒奈（西脇工卒、2014年神戸マラソン2位）
- 白子莉乃（佛教大卒）
- 岡本治子（2002年大阪国際女子マラソン3位）
- 大山香織（須磨友が丘高卒、実姉は元三井住友海上所属選手の大山美樹）
- 牟田恵理奈（由良育英高卒、2010年函館ハーフマラソン3位）
- 瀧川順理（明石商卒）
- 大内唯衣（就実高、大体大卒、2012年神戸マラソン優勝）
- 井上藍（2017年日本陸上競技選手権大会1万m7位）
- 下山かなえ（2015年大阪国際女子マラソン10位）
- 松山芽生（名城大卒、2015年神戸マラソン2位）
- 九嶋映莉子（京産大卒、2018年北海道マラソン8位）
- 川上わかば（諫早高卒）

## CMに起用された著名人

### 現在
- 浜野謙太

### 過去
- 清水美砂
- 地井武男
- 堀北真希
- 髙橋ひかる

## 提供番組
2024年1月現在
TBS　ひるおび
- - スペシャル番組をはじめ、週替わりや1～3ヶ月限定の提供する事が多々である。

過去
- おはようワイド・土曜の朝に（ABCテレビ・テレビ朝日系列）（番組末期の一時期）
- サンデーモーニング（TBS）（番組初期の一時期）
- サンデープロジェクト（テレビ朝日・ABCテレビ共同制作）
- SMAP×SMAP（関西テレビ・フジテレビ系列）（2012年5月 - 6月）
- バイキング（フジテレビ）（2014年8月）
- 銭の戦争（関西テレビ・フジテレビ系列）
- 火曜夜10時のドラマ（関西テレビ・フジテレビ系列、毎週火曜22:00 - ）
  - HEAT
- 大阪国際女子マラソン（同上、2018年）
- ヒルナンデス!（日本テレビ、不定期（主に月曜12時台ナショナルセールス枠・）・過去に木曜12時台ナショナルセールス枠に提供経験あり） ほか